# Guerras de Independência da Lituânia
As Guerras de Independência, tradicionalmente como Batalhas da Liberdade (em lituano:  Laisvės kovos), se referem a três guerras que a Lituânia participou defendendo sua independência ao final da Primeira Guerra Mundial: contra os bolcheviques - a Guerra lituano-soviética - (Dezembro de 1918 - Agosto de 1919), os Bermontianos (Junho de 1919 - Dezembro de 1919), e contra a Polônia - a Guerra polaco-lituana -  (Agosto de 1920 - Novembro de 1920). As guerras atrasaram o reconhecimento internacional da Lituânia independente e a formação de estruturas políticas.